# Lali (Udmurcja)
Lali (ros. Ляли) – wieś (dieriewnia) w Rosji, w Udmurcji, w rejonie ałnaskim. W 2010 liczyła 464 mieszkańców.